# Jozef Baláž
Jozef Baláž (17. května 1905 – ???) byl slovenský a československý politik, poslanec Prozatímního Národního shromáždění za Jednotný zväz slovenských roľníkov, později poslanec Ústavodárného Národního shromáždění a Slovenské národní rady za Demokratickou stranu a Stranu slovenské obrody.

## Biografie
Před druhou světovou válkou se angažoval v Hlinkově slovenské ľudové straně.
V letech 1945–1946 byl poslancem Prozatímního Národního shromáždění za Jednotný zväz slovenských roľníkov. V parlamentních volbách v roce 1946 se stal poslancem Ústavodárného Národního shromáždění za Demokratickou stranu. Ta se po únoru 1948 proměnila na Stranu slovenské obrody loajální ke komunistickému režimu. 28. dubna 1948 Baláž vystoupil z jejího poslaneckého klubu.
Ve volbách roku 1948 byl zvolen do Slovenské národní rady za Stranu slovenské obrody.